# جولی نایت
جولی نایت (انگلیسی: Julie Night؛ زاده ۲ ژوئیهٔ ۱۹۷۸) یک بازیگر پورنوگرافی اهل ایالات متحده آمریکا است.